# Joris (Musiker)/Diskografie
Diese Diskografie ist eine Übersicht über die musikalischen Werke des deutschen Liedermachers Joris. Den Schallplattenauszeichnungen zufolge hat er bisher mehr als 910.000 Tonträger verkauft. Seine erfolgreichste Veröffentlichung ist die Debütsingle Herz über Kopf mit über 610.000 verkauften Einheiten.

## Alben

### Studioalben
| Jahr | Titel Musiklabel                             | Höchstplatzierung, Gesamtwochen, AuszeichnungChartplatzierungen (Jahr, Titel, Musiklabel, Platzierungen, Wochen, Auszeichnungen, Anmerkungen) | Höchstplatzierung, Gesamtwochen, AuszeichnungChartplatzierungen (Jahr, Titel, Musiklabel, Platzierungen, Wochen, Auszeichnungen, Anmerkungen) | Höchstplatzierung, Gesamtwochen, AuszeichnungChartplatzierungen (Jahr, Titel, Musiklabel, Platzierungen, Wochen, Auszeichnungen, Anmerkungen) | Anmerkungen                                              |
| Jahr | Titel Musiklabel                             | DE | AT | CH | Anmerkungen                                              |
| ---- | -------------------------------------------- | --- | --- | --- | -------------------------------------------------------- |
| 2015 | Hoffnungslos hoffnungsvoll Four Music (Sony) | DE3 Gold · (53 Wo.)DE | AT46 (6 Wo.)AT | CH65 (5 Wo.)CH | Erstveröffentlichung: 10. April 2015 Verkäufe: + 100.000 |
| 2018 | Schrei es raus Four Music (Sony)             | DE13 (4 Wo.)DE | AT58 (1 Wo.)AT | CH72 (1 Wo.)CH | Erstveröffentlichung: 5. Oktober 2018                    |
| 2021 | Willkommen Goodbye Four Music (Sony)         | DE11 (8 Wo.)DE | AT56 (1 Wo.)AT | CH54 (2 Wo.)CH | Erstveröffentlichung: 23. April 2021                     |
| 2025 | Zu viel Retro Four Music (Sony)              | DE36 (1 Wo.)DE | — | — | Erstveröffentlichung: 14. Februar 2025                   |

## Singles

### Als Leadmusiker
| Jahr | Titel Album                                         | Höchstplatzierung, Gesamtwochen, AuszeichnungChartplatzierungen (Jahr, Titel, Album, Platzierungen, Wochen, Auszeichnungen, Anmerkungen) | Höchstplatzierung, Gesamtwochen, AuszeichnungChartplatzierungen (Jahr, Titel, Album, Platzierungen, Wochen, Auszeichnungen, Anmerkungen) | Höchstplatzierung, Gesamtwochen, AuszeichnungChartplatzierungen (Jahr, Titel, Album, Platzierungen, Wochen, Auszeichnungen, Anmerkungen) | Anmerkungen                                             |
| Jahr | Titel Album                                         | DE | AT | CH | Anmerkungen                                             |
| ---- | --------------------------------------------------- | --- | --- | --- | ------------------------------------------------------- |
| 2015 | Herz über Kopf Hoffnungslos hoffnungsvoll           | DE14 ×3Dreifachgold · (48 Wo.)DE | AT3 Gold · (24 Wo.)AT | CH26 (17 Wo.)CH | Erstveröffentlichung: 13. März 2015 Verkäufe: + 615.000 |
| 2015 | Bis ans Ende der Welt Hoffnungslos hoffnungsvoll    | — | — | — | Erstveröffentlichung: 6. November 2015                  |
| 2018 | Signal Schrei es raus                               | — | — | — | Erstveröffentlichung: 6. April 2018                     |
| 2018 | Rom Schrei es raus                                  | — | — | — | Erstveröffentlichung: 4. Mai 2018                       |
| 2018 | Das sind wir Schrei es raus                         | — | — | — | Erstveröffentlichung: 8. Juni 2018                      |
| 2018 | Kommt schon gut Schrei es raus                      | — | — | — | Erstveröffentlichung: 6. Juli 2018                      |
| 2018 | Feuerwesen Schrei es raus                           | — | — | — | Erstveröffentlichung: 3. August 2018                    |
| 2018 | Glück auf Schrei es raus                            | — | — | — | Erstveröffentlichung: 31. August 2018                   |
| 2019 | Du Schrei es raus                                   | — | — | — | Erstveröffentlichung: 15. März 2019                     |
| 2020 | Nur die Musik Willkommen Goodbye                    | DE— aDE | — | — | Erstveröffentlichung: 22. Mai 2020                      |
| 2020 | Home Again Willkommen Goodbye                       | — | — | — | Erstveröffentlichung: 27. November 2020 feat. Lotte     |
| 2021 | Willkommen Goodbye                                  | — | — | — | Erstveröffentlichung: 5. Februar 2021                   |
| 2021 | Steine Willkommen Goodbye                           | — | — | — | Erstveröffentlichung: 26. März 2021                     |
| 2021 | Immer noch hier Willkommen Goodbye (Deluxe Edition) | — | — | — | Erstveröffentlichung: 18. Juni 2021 feat. Gentleman     |
| 2021 | Komm zurück Willkommen Goodbye (Deluxe Edition)     | — | — | — | Erstveröffentlichung: 10. September 2021                |
| 2024 | Spring! Zu viel Retro                               | — | — | — | Erstveröffentlichung: 7. Juni 2024                      |
| 2024 | Bye Bye mein Herz Zu viel Retro                     | — | — | — | Erstveröffentlichung: 30. August 2024                   |
| 2024 | Irgendwann Zu viel Retro                            | — | — | — | Erstveröffentlichung: 4. Oktober 2024                   |
| 2024 | Fuck It Zu viel Retro                               | — | — | — | Erstveröffentlichung: 25. Oktober 2024                  |
| 2024 | Eigentlich Zu viel Retro                            | — | — | — | Erstveröffentlichung: 6. Dezember 2024                  |
| 2025 | Das Leben ist… Zu viel Retro                        | — | — | — | Erstveröffentlichung: 10. Januar 2025                   |

### Als Gastmusiker
| Jahr | Titel Album       | Höchstplatzierung, Gesamtwochen, AuszeichnungChartplatzierungen (Jahr, Titel, Album, Platzierungen, Wochen, Auszeichnungen, Anmerkungen) | Höchstplatzierung, Gesamtwochen, AuszeichnungChartplatzierungen (Jahr, Titel, Album, Platzierungen, Wochen, Auszeichnungen, Anmerkungen) | Höchstplatzierung, Gesamtwochen, AuszeichnungChartplatzierungen (Jahr, Titel, Album, Platzierungen, Wochen, Auszeichnungen, Anmerkungen) | Anmerkungen                                                                |
| Jahr | Titel Album       | DE | AT | CH | Anmerkungen                                                                |
| ---- | ----------------- | --- | --- | --- | -------------------------------------------------------------------------- |
| 2020 | Best of Us –      | DE78 Gold · (8 Wo.)DE | — | — | Erstveröffentlichung: 25. Juni 2020 Verkäufe: + 200.000; als Teil von Wier |
| 2024 | Wasser im Rhing – | — | — | — | Erstveröffentlichung: 7. November 2024 Cat Ballou feat. Joris              |

## Videoalben und Musikvideos

### Videoalben
| Jahr | Titel Musiklabel               | Anmerkungen                            |
| ---- | ------------------------------ | -------------------------------------- |
| 2018 | Live in Jena Four Music (Sony) | Erstveröffentlichung: 26. Oktober 2018 |

### Musikvideos
| Jahr | Titel                 | Regisseur(e)                     |
| ---- | --------------------- | -------------------------------- |
| 2014 | Im Schneckenhaus      | Justin Izumi                     |
| 2015 | Herz über Kopf        | Justin Izumi                     |
| 2015 | Bis ans Ende der Welt | Michael Klich                    |
| 2016 | Sommerregen           | Kai Stänicke                     |
| 2016 | Schwarz-weiss         | Daniel Breuer                    |
| 2018 | Signal                | Feliks Horn, Sebastian Tomczak   |
| 2018 | Rom                   | Daniel Breuer                    |
| 2018 | Das sind wir          | Daniel Breuer                    |
| 2018 | Feuerwesen            | Donni Schoenemond                |
| 2018 | Glück auf             | Justin Izumi                     |
| 2019 | Du                    | Joris, Jim Kroft                 |
| 2020 | Nur die Musik         | Sebastian Brödner                |
| 2020 | Best of Us            |                                  |
| 2020 | Home Again            | Paul Hüttemann                   |
| 2021 | Willkommen Goodbye    | Michael Klich                    |
| 2021 | Steine                | Michael Klich                    |
| 2021 | Immer noch hier       | Xancam                           |
| 2021 | Komm zurück           | Daniel Ernst                     |
| 2024 | Spring!               | Vivien Bauernschmidt             |
| 2024 | Bye Bye mein Herz     | Vivien Bauernschmidt             |
| 2024 | Wasser im Rhing       | Farbton Videos                   |
| 2025 | Das Leben ist…        | Julian Kleinert, Amelie Siegmund |

## Sonderveröffentlichungen

### Alben
| Jahr | Titel Musiklabel                                  | Anmerkungen |
| ---- | ------------------------------------------------- | --- |
| 2018 | Schrei es raus (Deluxe Edition) Four Music (Sony) | Erstveröffentlichung: 5. Oktober 2018 Inhalt: Schrei es raus (Album), Festivals 2015–2018 (Album) + Live in Jena (Videoalbum) Verkäufe werden Schrei es raus hinzuaddiert |

| Jahr | Titel Musiklabel                      | Anmerkungen                                                                    |
| ---- | ------------------------------------- | ------------------------------------------------------------------------------ |
| 2018 | Festivals 2015–2018 Four Music (Sony) | Erstveröffentlichung: 5. Oktober 2018 Teil von Schrei es raus (Deluxe Edition) |

### Lieder
| Jahr | Titel Album         | Anmerkungen                                                         |
| ---- | ------------------- | ------------------------------------------------------------------- |
| 2014 | Mein Freund Mine    | Erstveröffentlichung: 10. Oktober 2014 Begleitgesang bei Mine       |
| 2014 | Raus raus raus Mine | Erstveröffentlichung: 10. Oktober 2014 Begleitgesang bei Mine       |
| 2014 | Ziehst du mit Mine  | Erstveröffentlichung: 10. Oktober 2014 Begleitgesang bei Mine       |
| 2021 | Leb wohl Playlist   | Erstveröffentlichung: 22. Oktober 2021 Sebastian Fitzek feat. Joris |

| Jahr | Titel Album                                                  | Anmerkungen                                                                        |
| ---- | ------------------------------------------------------------ | ---------------------------------------------------------------------------------- |
| 2021 | Aileen Sing meinen Song – Das Tauschkonzert Vol. 8           | Erstveröffentlichung: 7. Mai 2021 Original: Mighty Oaks                            |
| 2021 | An guten Tagen Sing meinen Song – Das Tauschkonzert Vol. 8   | Erstveröffentlichung: 7. Mai 2021 Original: Johannes Oerding                       |
| 2021 | An guten Tagen Sing meinen Song – Das Tauschkonzert Vol. 8   | Erstveröffentlichung: 7. Mai 2021 mit Johannes Oerding; Original: Johannes Oerding |
| 2021 | Im Schneckenhaus Sing meinen Song – Das Tauschkonzert Vol. 8 | Erstveröffentlichung: 7. Mai 2021 mit Gentleman; Original: Joris                   |
| 2021 | Du und ich Sing meinen Song – Das Tauschkonzert Vol. 8       | Erstveröffentlichung: 7. Mai 2021 Original: Stefanie Heinzmann – In the End        |
| 2021 | Habibi Sing meinen Song – Das Tauschkonzert Vol. 8           | Erstveröffentlichung: 7. Mai 2021 Original: Nura                                   |
| 2021 | Send a Prayer Sing meinen Song – Das Tauschkonzert Vol. 8    | Erstveröffentlichung: 7. Mai 2021 Original: Gentleman                              |
| 2021 | There’s a Party Sing meinen Song – Das Tauschkonzert Vol. 8  | Erstveröffentlichung: 7. Mai 2021 Original: DJ Bobo                                |

## Promoveröffentlichungen
| Jahr | Titel Album                                                           | Anmerkungen                                                         |
| ---- | --------------------------------------------------------------------- | ------------------------------------------------------------------- |
| 2021 | There’s a Party Sing meinen Song – Das Tauschkonzert Vol. 8 (Sampler) | Erstveröffentlichung: 20. April 2021 Original: DJ Bobo              |
| 2021 | Habibi Sing meinen Song – Das Tauschkonzert Vol. 8 (Sampler)          | Erstveröffentlichung: 4. Mai 2021 Original: Nura                    |
| 2021 | Leb wohl Playlist                                                     | Erstveröffentlichung: 18. Oktober 2021 Sebastian Fitzek feat. Joris |

## Statistik

### Chartauswertung
|                     | DE    | AT    | CH    |
| ------------------- | ----- | ----- | ----- |
| Nummer-eins-Alben   | DE—DE | AT—AT | CH—CH |
| Top-10-Alben        | DE1DE | AT—AT | CH—CH |
| Alben in den Charts | DE4DE | AT3AT | CH3CH |

|                       | DE    | AT    | CH    |
| --------------------- | ----- | ----- | ----- |
| Nummer-eins-Singles   | DE—DE | AT—AT | CH—CH |
| Top-10-Singles        | DE—DE | AT1AT | CH—CH |
| Singles in den Charts | DE2DE | AT1AT | CH1CH |

### Auszeichnungen für Musikverkäufe
Anmerkung: Auszeichnungen in Ländern aus den Charttabellen bzw. Chartboxen sind in ebendiesen zu finden.
| Land/RegionAuszeichnungen für Musikverkäufe (Land/Region, Auszeichnungen, Verkäufe, Quellen) | Gold     | Platin  | Verkäufe | Quellen           |
| -------------------------------------------------------------------------------------------- | -------- | ------- | -------- | ----------------- |
| Deutschland (BVMI)                                                                           | 3× Gold3 | Platin1 | 900.000  | musikindustrie.de |
| Österreich (IFPI)                                                                            | Gold1    | —       | 15.000   | ifpi.at           |
| Insgesamt                                                                                    | 4× Gold4 | Platin1 |          |                   |